# جنوبي آلموشوك
جنوبي آلموشوك هي بلدة في مقاطعة جلاقدوق في ولاية أنديجان في أوزبكستان.